# Challenger de Piracicaba
El Brasil Tennis Challenger es un torneo profesional de tenis. Pertenece al ATP Challenger Tour. Se juega desde el año 2023 sobre pistas de tierra batida al aire libre, en Piracicaba, Brasil.

## Palmarés

### Individuales
| Año  | Campeón                 | Finalista      | Resultado              |
| ---- | ----------------------- | -------------- | ---------------------- |
| 2023 | Andrea Collarini        | Tomás Barrios  | 6-2, 7-6(1)            |
| 2024 | Camilo Ugo Carabelli    | Federico Coria | 7-5, 6-4               |
| 2025 | Román Andrés Burruchaga | Facundo Mena   | 7-6(8), 6-7(6), 7-6(4) |

### Dobles
| Año  | Campeones                       | Finalistas                           | Resultado           |
| ---- | ------------------------------- | ------------------------------------ | ------------------- |
| 2023 | Orlando Luz Marcelo Zormann     | Andrea Collarini Renzo Olivo         | w/o                 |
| 2024 | Guido Andreozzi Guillermo Durán | Daniel Dutra da Silva Pedro Sakamoto | 6–2, 7–6(5)         |
| 2025 | Guido Andreozzi Orlando Luz     | Marcelo Demoliner Fernando Romboli   | 6–7(4), 6–2, [11–9] |